# البنك الوطني الإيراني
البنك الوطني الإيراني (بالفارسية: بانک ملی ایران) هو أول بنك وطني في إيران. تأسس عام 1927 بقرار من البرلمان الإيراني، ويعتبر إلى الآن من أكبر البنوك الإيرانية.
في عام 2016 ، بلغت الإيرادات السنوية 364.657 مليار ريال وصنف كأكبر شركة إيرانية. كان هذا البنك أكبر بنك في العالم الإسلامي والشرق الأوسط قبل اندماج البنوك العسكرية الإيرانية في بنك سبه. بحلول نهاية السنة المالية 2016، صُنف البنك الوطني الإيراني كأكبر بنك في إيران من حيث الأصول بقيمة 76.6 مليار دولار وشبكة واسعة مكونة من 3328 فرعًا مصرفيًا. في عام 2013 ، صُنفت العلامة التجارية للبنك الوطني الإيراني كواحدة من أفضل مائة علامة تجارية في إيران في المهرجان الوطني العاشر لأبطال الصناعة الإيرانية. لدى البنك 3328 فرعًا نشطًا في الداخل و 14 فرعًا نشطًا و 4 شركات فرعية في الخارج . كان الدكتور الألماني كورت ليندنبلات أول رئيس تنفيذي للبنك الوطني الإيراني، كما أُنشئ أول مكتب تمثيلي للبنك في الخارج في عام 1948 في هامبورغ.

## تاريخ

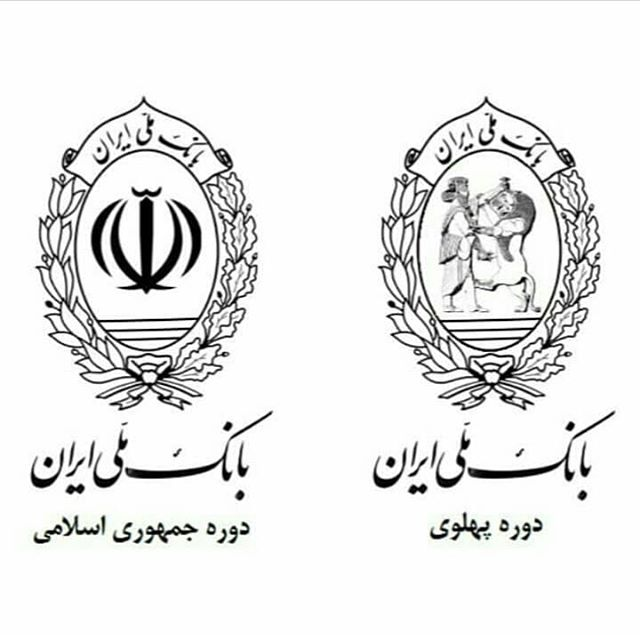
شعار البنك وقت التأسيس (صورة شهريار وشير) وبعد الثورة الإيرانية عام 1978 (مع الشعار الرسمي للجمهورية الإسلامية)

اقترح محمد حسن أمين الزرب، أحد صرافي طهران الكبار، تشكيل بنك جديد لأول مرة على ناصر الدين القاجاري عام 1879 م، وكان ذلك قبل عشر سنوات من إنشاء البنك الملكي. لكن هذا الاقتراح لم يُقبل نظرًا لتدخل الدول التي هيمنت على إيران وعملائها وتأسس رويال بنك في إيران بدلاً من ذلك. بعد وضع الدستور، في 14 تشرين الثاني (نوفمبر) 1879، ظهر ميرزا أبو القاسم ناصر الملك وزير مالية مظفر الدين شاه في مجلس الأمة وأبلغ بسوء الوضع المالي للبلاد واقترح على الحكومة الاقتراض الخارجي لحل هذه المشكلة، مما أثار المشاعر الوطنية والتي تضررت من القروض السابقة وسلوك البنوك الأجنبية. لذلك طالب النواب بإنشاء البنك الوطني للحد من التأثير السياسي والاقتصادي لهذه البنوك واستعادة أموال الخزينة مع معارضة الاقتراض الخارجي. التزم مجموعة من التجار والباعة بالاشتراك في البنك. وهكذا، نُشر بيان أظهر المشاعر العامة والاهتمام الشعبي بتأسيس بنك ائتمان وطني في إيران في ديسمبر 1906.
وبعد المداولة والمتابعة في 29 ديسمبر من العام نفسه، اتفق النواب على إنشاء بنك يكون مربحًا للبلاد، ويعمل بودائع الشعب لصالح البلاد والشعب. استقبل الجمهور خبر تشكيل البنك الوطني برأس مال قدره خمسة عشر مليون، والذي يمكن زيادته إلى خمسين مليون تومان، بالفرحة  لكن التغيرات المفاجئة في الوضع السياسي وإبرام اتفاقية 1907 بين حكومتي روسيا وبريطانيا وتقسيم إيران، وكذلك بداية الحرب العالمية الأولى ووصول قوات الاحتلال إلى إيران. أحبطت كل مساعي إنشاء البنك الوطني، وتأخر تحقيق الأمنية العظيمة للشعب لسنوات عديدة.
بعد نهاية الحرب العالمية الأولى وانسحاب الغزاة من إيران في مارس 1920 وساد نظام جديد واستقرت البلاد، استتدعي الأمريكي آرثر ميلسبو مستشارًا ماليًا لتنظيم الوضع المالي لإيران، حيث صاغ خطة إنشاء البنك الوطني واقترحها على الحكومة. وفقًا لهذا الاقتراح، في عام 1926، رُصد رأس مال قدره خمسة عشر مليون تومان لإنشاء البنك الوطني مع الموافقة على قوانين بيع الممتلكات والمجوهرات الحكومية.
في 14 مايو 1927، وافق البرلمان على قانون إنشاء البنك الوطني الإيراني. في البداية، كان من المفترض استخدام المستشارين الأمريكيين لإنشاء البنك، ولكن بعد بضعة أشهر، قررت الحكومة الاستعانة بمستشارين من ألمانيا أو سويسرا، وعدلت القرار السابق بمرسوم في 3 نوفمبر 1927.وافقت اللجنة المالية في البرلمان على القانون الأساسي للبنك في 14 يوليو 1928، وهكذا بدأ البنك الوطني الإيراني عمله رسمياً في طهران يوم الثلاثاء 20 سبتمبر 1928.

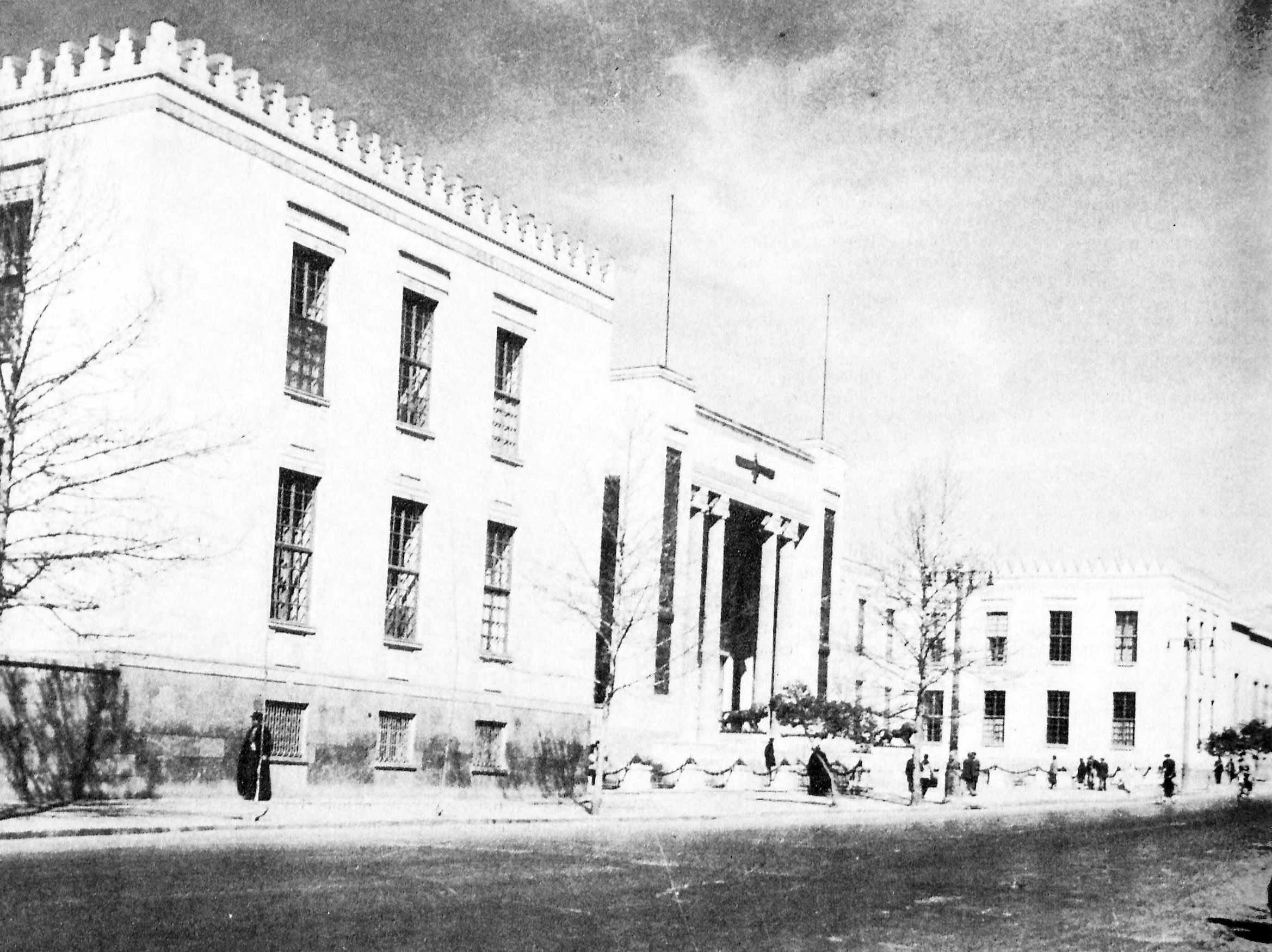
مبنى البنك الوطني إيران خلال فترة رضا شاه

قدم الرئيس التنفيذي الأول للبنك الوطني، الدكتور كورت ليندنبلات (بالألمانية: Kurt Lindenblatt) ونائبه، فوغل، إلى إيران مع سبعين خبيراً من ألمانيا. وكان ليندنبلات قد عمل سابقًا في البنك الوطني البلغاري. في صيف عام 1931، غضب رضا بهلوي على وزير المحكمة تيمورتاش وحَاكمه بتهم مالية رفقة الرئيس التنفيذي للبنك الوطني. فُصل ليندنبلات من منصبه ورُحّل في حين فر نائبه فوغل من إيران.

### شارات البنك الوطني التذكارية خلال حقبة بهلوي

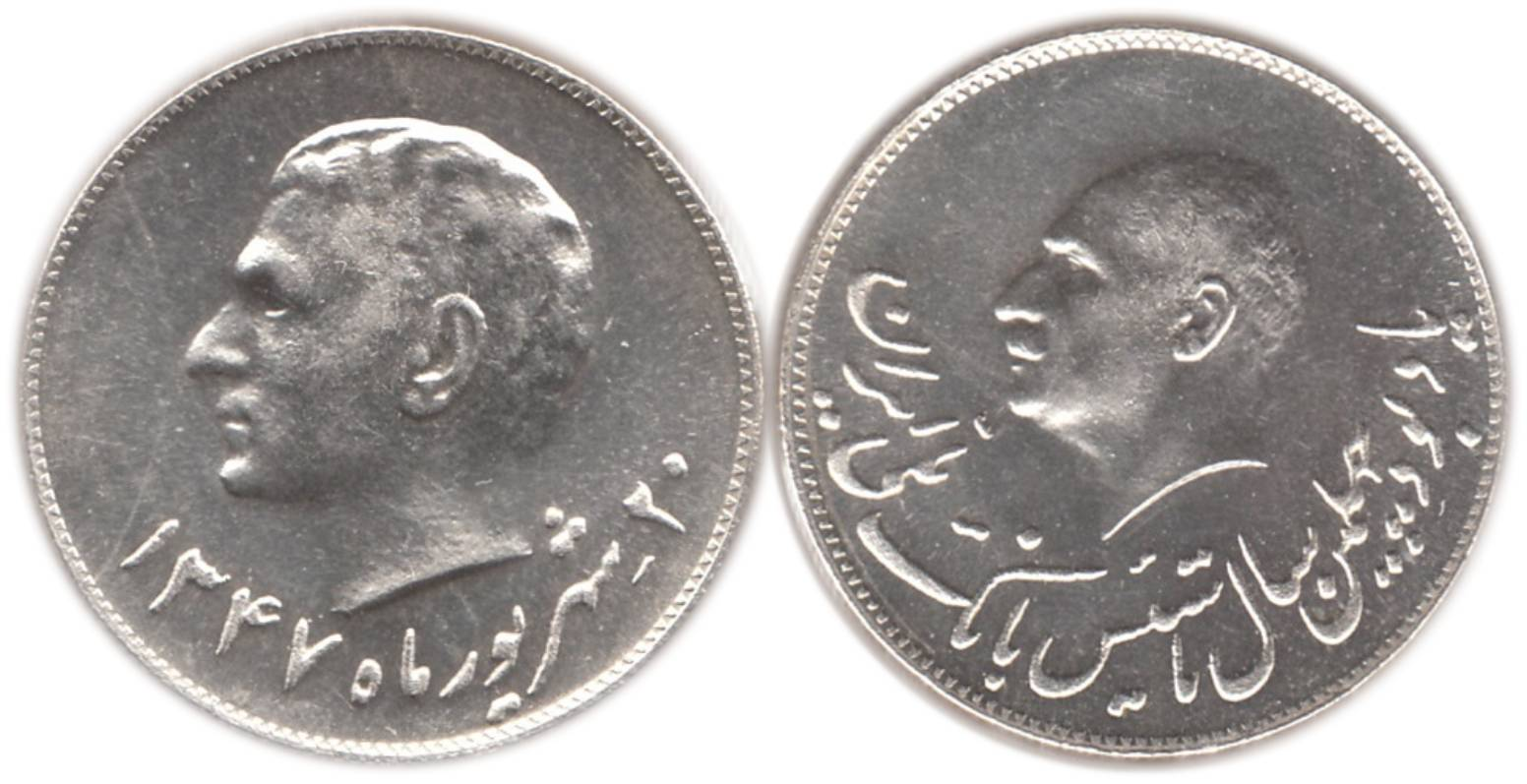
اللوحة التذكارية الفضية للذكرى الأربعين لتأسيس البنك الوطني الإيراني؛ 1968
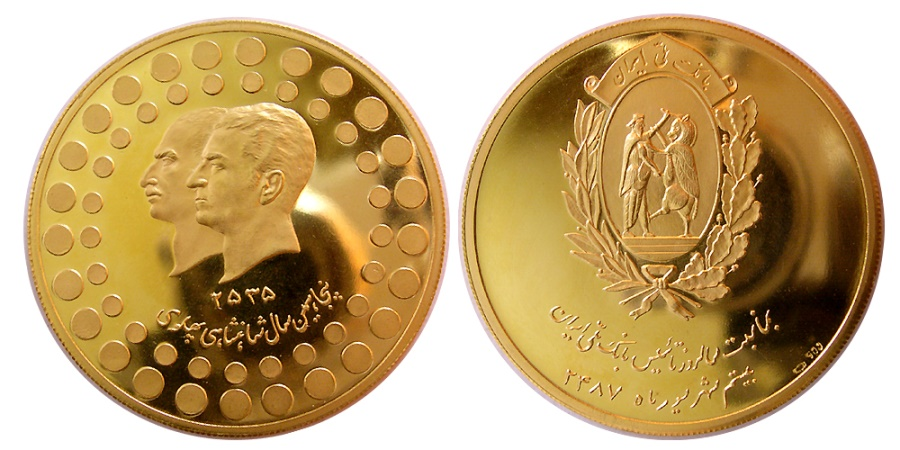
ميدالية ذهبية من البنك الوطني الإيراني بمناسبة مرور خمسين عامًا لتأسيس إمبراطورية بهلوي
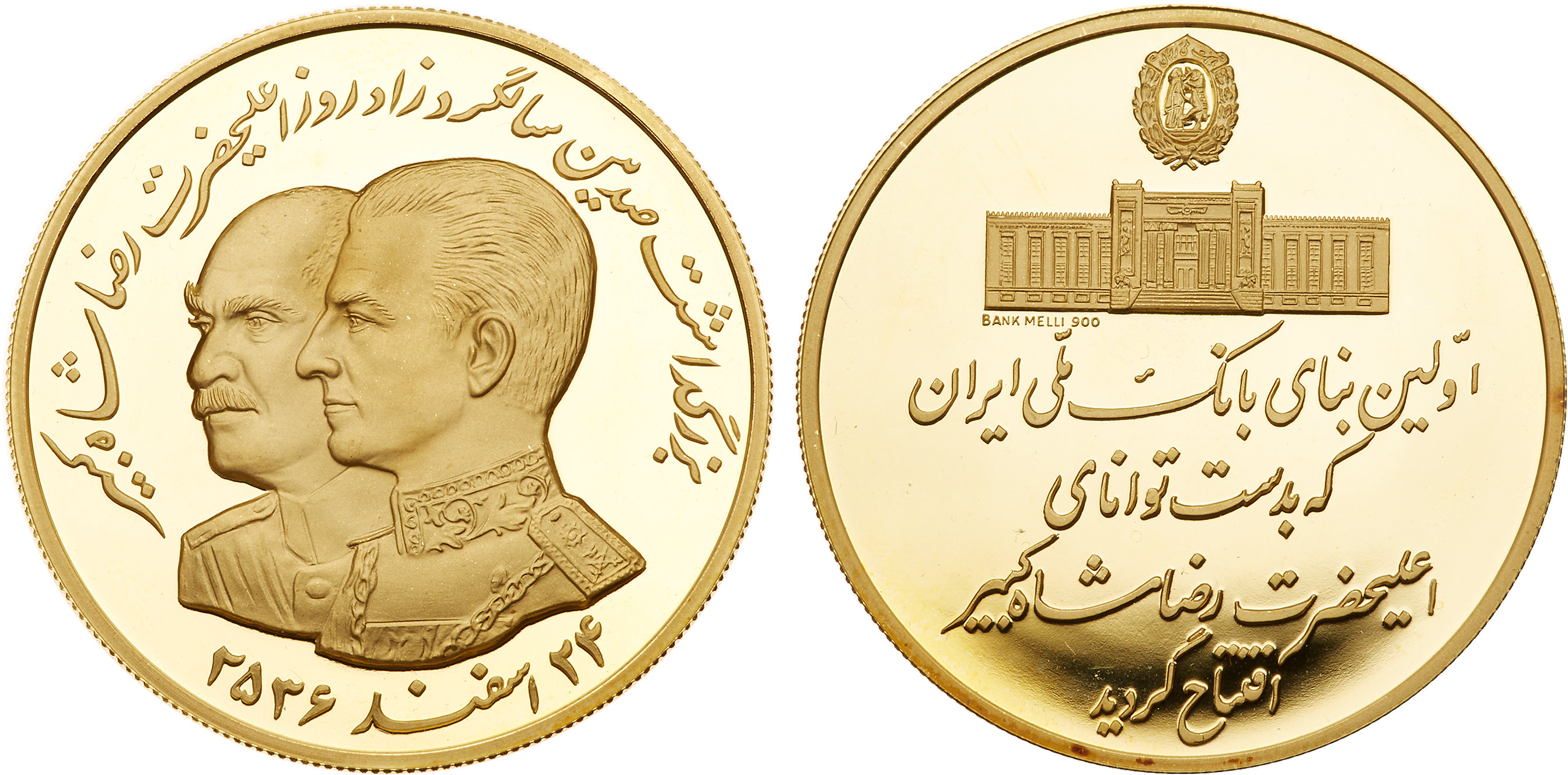
ميدالية تذكارية من البنك الوطني الإيراني الاحتفال بذكرى افتتاح رضا شاه للبنك الوطني الإيراني ؛ 1977
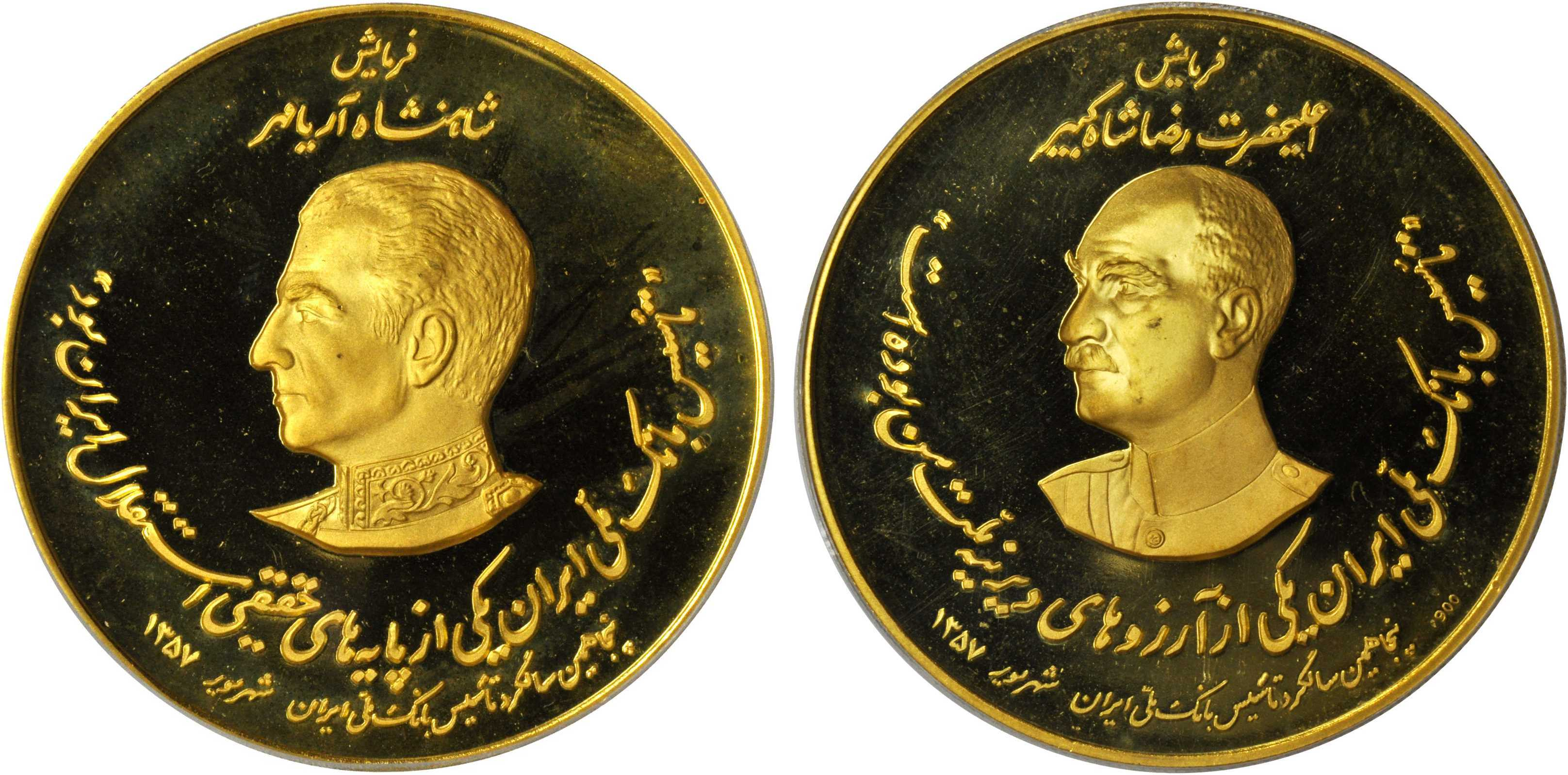
الميدالية الذهبية في الذكرى الخمسين لتأسيس البنك الوطني الإيراني؛ عام 1978

## وصلات خارجية
- Bank Meli Web site (الفارسية)
- Bank Melli Web site (الإنجليزية)